# Bình Quế
Bình Quế is een xã in het district Thăng Bình, een van de districten in de Vietnamese provincie Quảng Nam. Bình Quế heeft ruim 7200 inwoners op een oppervlakte van 15,53 km².

## Geografie en topografie
Bình Quế ligt in het zuiden van de huyện Thăng Bình en tegen de grens met Phú Ninh. De aangrenzende xã's in Phú Ninh zijn Tam Thành en Tam Lộc. De aangrenzende xã's in Thăng Bình zijn Bình Phú, Bình Chánh, Bình Trung en Bình An.

## Verkeer en vervoer
Bình Quế ligt aan de spoorlijn Hanoi - Ho Chi Minhstad. Bình Quế heeft geen spoorwegstation aan deze spoorlijn.